# Parafia Ewangelicko-Augsburska w Sorkwitach
Parafia Ewangelicko-Augsburska w Sorkwitach – luterańska parafia w Sorkwitach, należąca do diecezji mazurskiej Kościoła Ewangelicko-Augsburskiego w RP.
Parafia administruje trzema filiałami: w Biskupcu Reszelskim, Raszągu i Rybnie

## Historia
Parafia w Sorkwitach istniała już od XV wieku, a najstarsze informacje o miejscowym kościele pochodzą z 1470.
Stanowisko miejscowych proboszczów pełnili w I poł. XX wieku ks. Leopold Emil Schröder (1896-1910), ks. Paulus Remus (1910-1923), ks. Johannes Rohde (1923-1930) i ks. Ernst Schwartz (1934-1945). W latach 20. XX wieku parafia liczyła 3000 wiernych. Na jej terytorium działały stacje diakonijne w Sorkwitach i Choszczewie, a także 9 szkół.
We wrześniu 1945 do Sorkwit w celu organizacji na nowo po wojnie ewangelickiego życia religijnego przyjechał ks. Alfred Jagucki. 
Ksiądz Jagucki we współpracy z seniorem diecezji, ks. Edmundem Friszke, przystąpił do działań w celu powstania domu opieki, który miał być prowadzony w dwóch budynkach należących do parafii. Koszty związane z remontem nieruchomości oraz prowadzeniem instytucji miały zostać pokryte w większości przez Szwedzki Komitet Niesienia Pomocy Kościołowi Ewangelickiemu w Polsce Swedish Church Relief, którego przedstawicielka miała w nim zamieszkać. W październiku 1948 wystosowane zostało pismo do Wydziału Opieki Społecznej Urzędu Wojewódzkiego w Olsztynie o zamiarze otwarcia placówki. W grudniu tego roku po zatwierdzeniu inicjatywy przez Wydział Opieki Społecznej Ministerstwa Pracy i Opieki Społecznej w Warszawie, Urząd Wojewódzki wyraził na to zgodę, informując parafię o zezwoleniu na wydzielenie 10 hektarów ziemi na potrzeby Domu Opieki Kościoła Ewangelicko-Augsburskiego.
W 1948 parafia w Sorkwitach posiadała 1800 wiernych. Jej proboszcz administrował też parafiami Biskupcu Reszelskim, Kobułtach, Rybnie i Warpunach. Prowadzona była praca pośród młodzieży, 29 czerwca 1948 miał miejsce tutaj zlot młodzieży ze wszystkich parafii będących pod administracją ks. Jaguckiego, odbyło się też nabożeństwo, które uświetnił występ chóru z parafii w Pasymiu.
Według statystyki na 1 stycznia 1951 parafia posiadała 1162 wiernych, z czego 253 mężczyzn powyżej 18 roku życia, 515 kobiet powyżej 18 roku życia oraz 190 mężczyzn niepełnoletnich 204 kobiety niepełnoletnie. Użytkowała kościół, plebanię, 3 domy mieszkalne, dom modlitwy, 12 cmentarzy, 7 budynków gospodarczych (z czego 3 zniszczone w 30%), a także 94 ha ziemi uprawnej.
Ksiądz proboszcz Alfred Jagucki pracował w sorkwickiej parafii do końca lutego 1952, a od 1 czerwca 1952 stanowisko proboszcza-administratora objął ks. Wilhelm Firla.
W 1953 nowy duszpasterz zorganizował święto misyjne, na który został zaproszony senior diecezji mazurskiej ks. Edmund Friszke oraz Biskup Kościoła Ewangelicko-Augsburskiego w PRL, ks. Karol Kotula. Udział w święcie wszystkich księży spoza parafii musiał być uprzednio zgłoszony w Powiatowym Referacie do Spraw Wyznań, a po jego zakończeniu nakazano przysłanie do urzędu sprawozdania z jego przebiegu. Uroczystości odbyły się 4 października 1953 o godz. 9:00 w Sorkwitach oraz o godz. 14:00 w Warpunach.
Trwały jednak wyjazdy członków parafii na Zachód - w głosowaniu na delegatów do zgromadzeń diecezjalnych w dniu 28 października 1955 było 511 uprawnionych do głosowania, z czego głosowało 76 osób, a w głosowaniu w 1962 było to już 310 uprawnionych i zagłosowały 73 osoby. 
Nieruchomości, które użytkowała parafia nie były jej własnością. Za plebanię, budynki gospodarcze oraz działkę był wnoszony czynsz na rzecz państwa. W sierpniu 1968 część parafialnych działek została przekazana przez władze na rzecz sorkwickiego PGR.
We wrześniu 1968 ks. Firla wystosował prośbę do Biskupa Kościoła ks. Andrzeja Wantuły zwolnienie ze stanowiska proboszcza-administratora parafii w Sorkwitach i w Biskupcu oraz przeniesienie go do parafii w Chorzowie lub innego śląskiego zboru. Biskup nie wyraził na to zgody, w związku z czym w dalszym ciągu pełnił dotychczasowe stanowisko.
Na mocy ustawy z dnia 23 czerwca 1971 część obiektów użytkowanych przez parafię stały się jej własnością, jednak nie otrzymała ona w posiadanie wszystkich nieruchomości, o które się starała. Działka od strony jeziora pomiędzy kościołem a domem opieki nie została jej przyznana, a planowano tam postawienie budynku, który w okresie letnim mogłaby użytkować przybyła na obozy młodzież, a poza sezonem - pensjonariusze domu opieki. Wszystkie starania o przyznanie tej ziemi spotykały się z odmową ze strony władz.
7 grudnia 1974 dom opieki został zlikwidowany na mocy postanowienia Konsystorza w wyniku niemożności polepszenia jego nie najlepszego stanu technicznego i warunków przebywających w nim pensjonariuszy. W czerwcu 1975 do parafii zwróciła się Gminna Spółdzielnia „Samopomoc Chłopska” w celu wynajęcia obiektów po byłym domu opieki. Były jednak wykorzystywane na potrzeby organizacji ewangelickich obozów młodzieżowych.
W 1980 ks. Firla został również proboszczem-administratorem parafii w Mrągowie, a w 1983 jej proboszczem. Pozostawał jednak w dalszym ciągu administratorem sorkwickiej parafii, w związku z czym do pracy tam został skierowany praktykant Marian Bienioszek, który objął po ordynacji stanowisko wikariusza rezydującego w Sorkwitach. W okresie tym rzymskokatolicka kuria czyniła starania o udostępnienie kościoła i sali parafialnej w Sorkwitach do użytku katolików, na co zgody nie otrzymała, mimo ciągnięcia się sprawy aż do końca 1989.
14 października 1984 Konsystorz przeniósł administrację nad Sorkwitami do parafii w Kętrzynie, odwołując jednocześnie ks. Wilhelma Firlę i ks. Mariana Bienioszka z pełnionych w niej stanowisk i kierując tam na praktykę Krzysztofa Mutschmanna, który po ordynacji został proboszczem parafii w Sorkwitach.

### Filiały

#### Biskupiec Reszelski

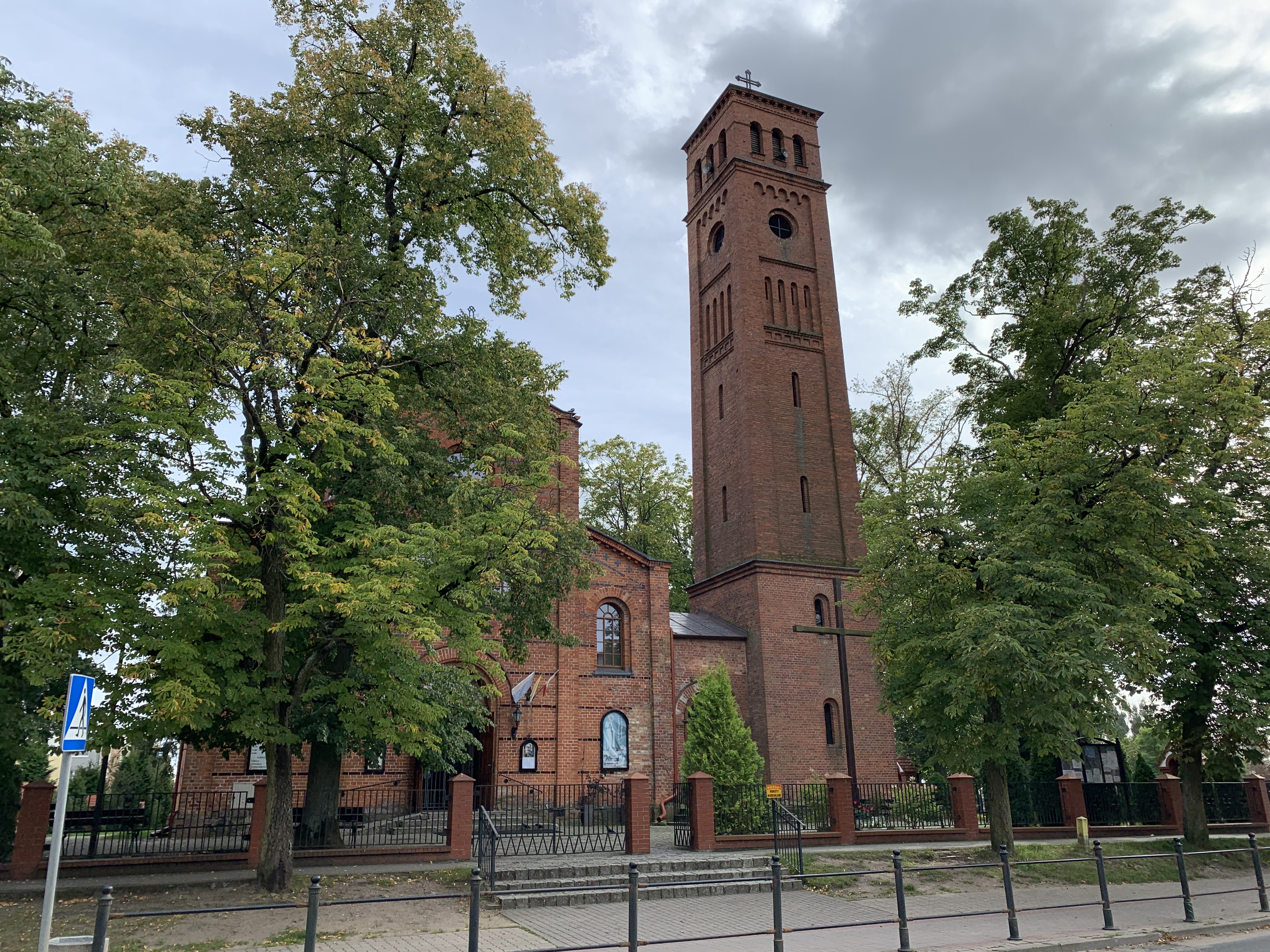
Dawny kościół ewangelicki w Biskupcu

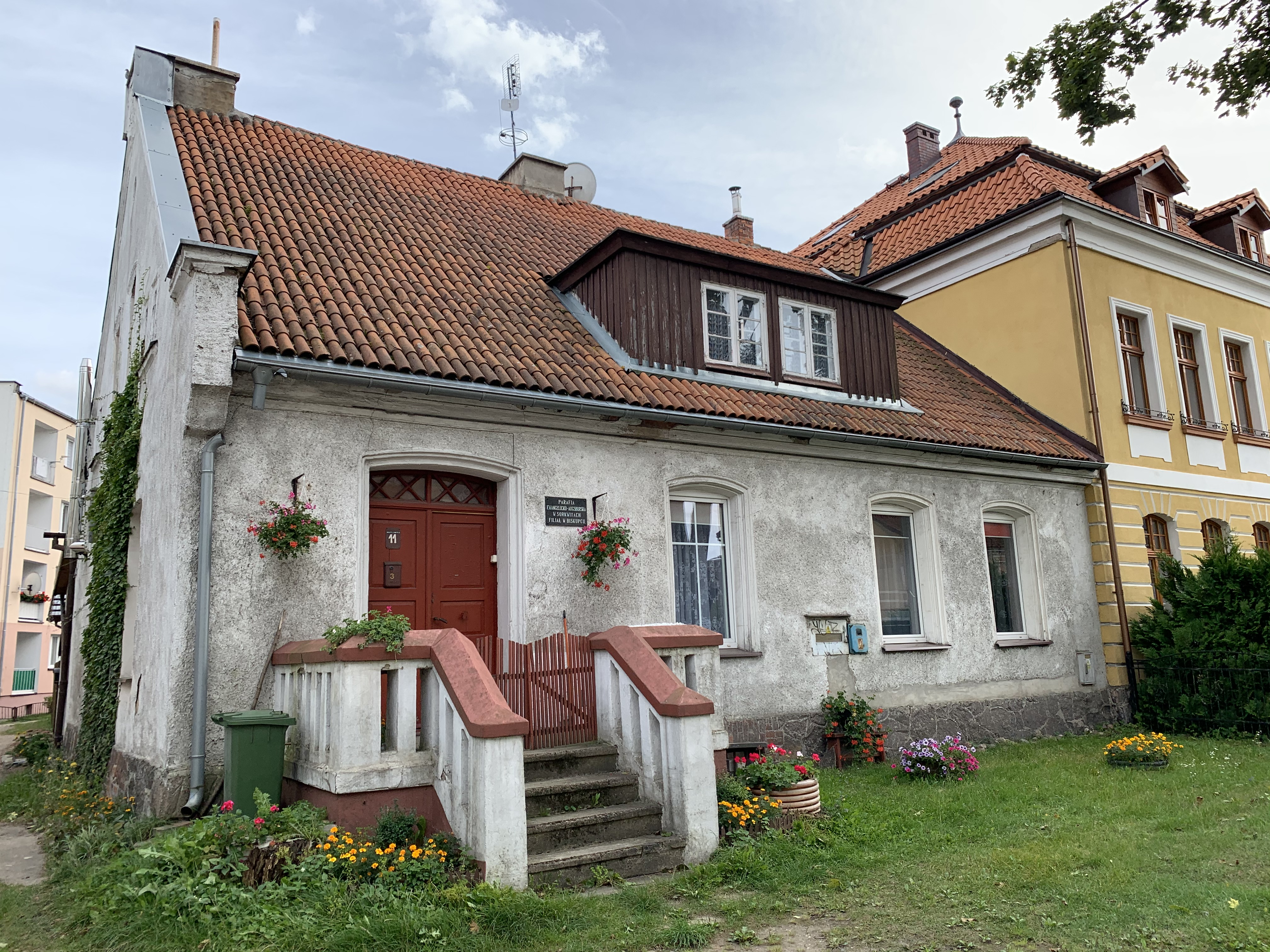
Obecna kaplica ewangelicka w Biskupcu

Biskupiec był jednym z pierwszych miast położonych na Warmii, gdzie rozpoczęło się osadnictwo ewangelickie. Duży napływ protestantów nastąpił tam w latach 1780-1790, kiedy w niedalekiej miejscowości Rudno otwarto przędzalnię i tkalnię lnu. 
Na początku ewangelicką posługę duszpasterską w mieście pełnili księża z pobliskich parafii. W 1787 zgodnie z postanowieniem króla Fryderyka Wilhelma II wybudowano kaplicę luterańską na 350 miejsc. Pierwszym miejscowym duszpasterzem, pełniącym również stanowisko ewangelickiego nauczyciela, został 28 listopada 1791 ks. Dietrich Gottfried Niedt. Samodzielna parafia powstała oficjalnie w 1792.
Nowy kościół ewangelicki w Biskupcu powstał w latach 1842-1848. Dodatkowo nabożeństwa odbywały się też w filialnych kaplicach w Czerwonce i Górowie.
W latach 20. XX wieku do parafii należało 1950 wiernych, którzy zamieszkiwali 45 miejscowości.
Po zakończeniu II wojny światowej w 1945 ewangelików z Biskupca otoczył opieką ks. Alfred Jagucki z parafii w Sorkwitach. Oficjalnie miejscowa parafia została reaktywowana z dniem 30 listopada 1947. Dotychczasowy kościół został zajęty przez katolików, dlatego nabożeństwa odbywały się w kaplicy. W późniejszym czasie kościół odzyskano.
Według danych z 31 marca 1949 parafia w Biskupcu mieszkało 157 ewangelików, a parafia posiadała kościół (zajęty przez parafię katolicką), dwa budynki mieszkalne, magazyn, dwa budynki gospodarcze, około 10 ha ziemi urwanej oraz cmentarz.
W 1952 parafia otrzymała stałego duszpasterza, którym został ks. Jerzy Otello. Objął stanowisko proboszcza-administratora parafii, administrował także parafiami w Kobułtach, Czerwonce, Raszągu, Bisztynku i będącą w organizacji parafią w Jezioranach. Od 1954 został przeniesiony na stanowisko administratora parafii w Działdowie, Nidzicy i Wielbarku, jednak pozostawał administratorem parafii biskupieckiej i zamieszkiwał miasto do 14 maja 1955. Od 15 maja tego roku administrację nad Biskupcem przejął ks. Maksymilian Cybulla. Od sierpnia 1957 administracją nad zborem zajęła się parafia w Sorkwitach z ks. Wilhelmem Firlą, a od czerwca 1959 proboszczem-administratorem został ks. Tomasz Bruell. Już w październiku tego roku został zastąpiony przez ks. Lucjana Steinhagena. W 1960 parafia liczyła 160 członków. Ksiądz Steinhagen pracował w parafii do 1968, kiedy administrację przejął po raz kolejny ks. Firla. Liczba wiernych wynosiła wtedy jedynie 30 osób.
W 1975 parafia w Biskupcu została przekształcona w stację kaznodziejską parafii sorkwickiej. Ze względu na małą liczbę wiernych oraz konieczność przeprowadzenia remontów w kościele, na które nieliczny zbór nie posiadał środków, Zgromadenie Parafialne postanowiło w 1978 o przekazaniu kościoła w Biskupcu wraz z działką na rzecz Skarbu Państwa, na co zgodził się Konsystorz. Nabożeństwa ewangelickie przeniesiono do sali w budynku dawnej plebanii, udostępnionej luteranom przez władze miejskie. Dawny kościół w 1991 stał się własnością parafii katolickiej.

#### Rasząg

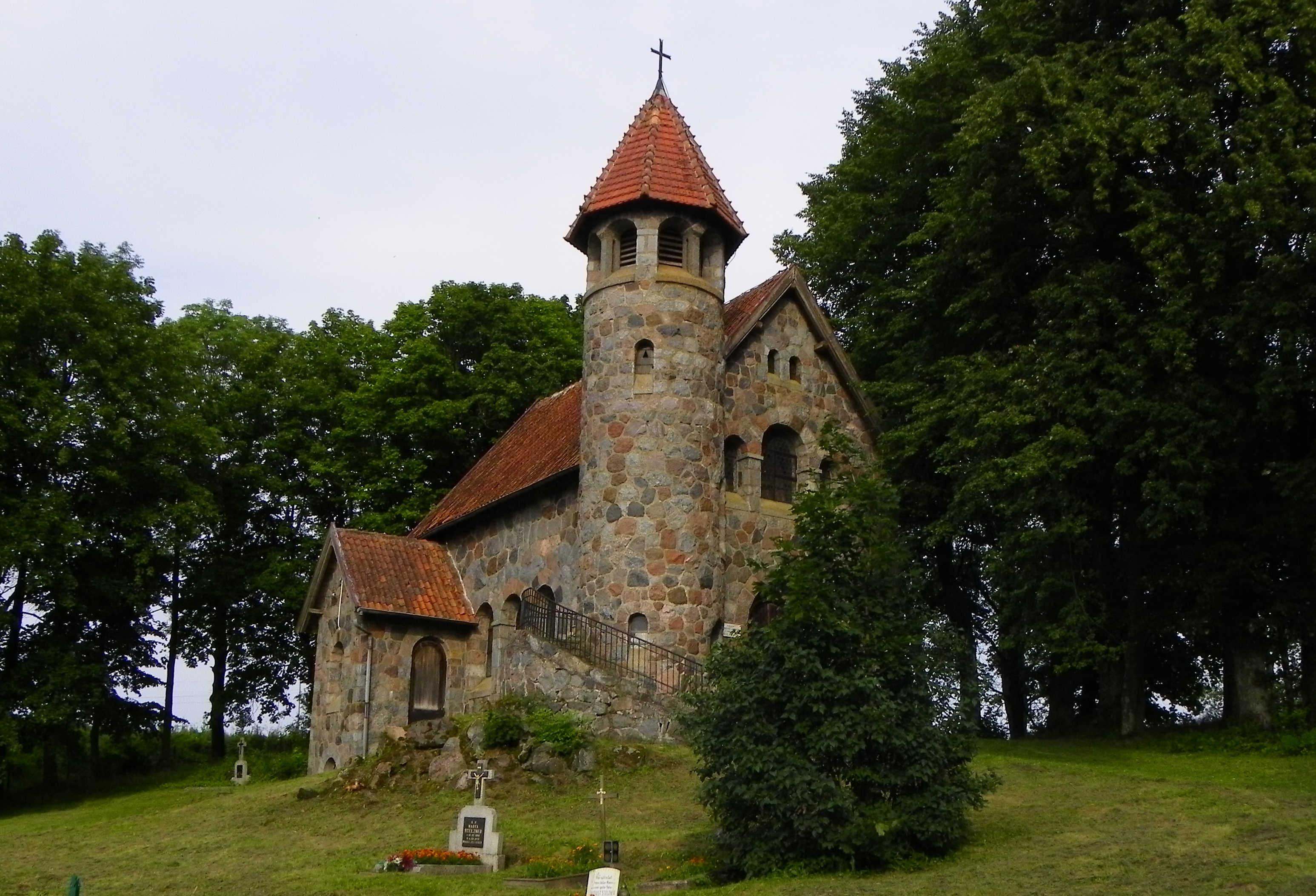
Kościół ewangelicki w Raszągu

Filiał w Raszągu podległy parafii w Kobułtach został założony w 1914. Plany budowy kościoła w tej miejscowości sięgają 1909, jednak ostatecznie doprowadzono do niej za sprawą właściciela miejscowego majątku ziemskiego w 1925.
Po zakończeniu II wojny światowej działalność duszpasterską zaczął prowadzić tu ks. Alfred Jagucki z parafii w Sorkwirach. W listopadzie 1950 do filiału należało 200 wiernych. Kolejnym duszpasterzem miejscowego zboru został w 1952 ks. Jerzy Otello z parafii w Biskupcu. Pełnił tę funkcję do 1955. W tym okresie zbór liczył 150 członków. Od połowy sierpnia 1955 do połowy września 1957 Rasząg obsługiwał ks. Maksymilian Cybulla z Biskupca. Podczas jego kadencji w filiale było 170 wiernych. Od marca 1958 placówkę objął administracją ks. Wilhelm Firla z Sorkwit, który w 1960 przekazał zarząd nad zborem z powrotem do Biskupca, gdzie duszpasterzem był ks. Lucjan Steinhagen. Dochodziło jednak między nim a radą filiału do nieporozumień, na skutek czego opiekę nad zborem przejął ponownie ks. Firla. W 1967 zbór ten stał się znów stacją kaznodziejską parafii w Biskupcu, administrowanej od 1968 z Sorkwit. W 1975, kiedy Biskupiec przekształcono w stację kaznodziejską parafii sorkwickiej, stacja kaznodziejska w Raszągu również weszła w skład tej parafii. W tym czasie liczył 20 wiernych. Od tego momentu obsługiwany jest przez proboszczów z Sorkwit.

#### Rybno

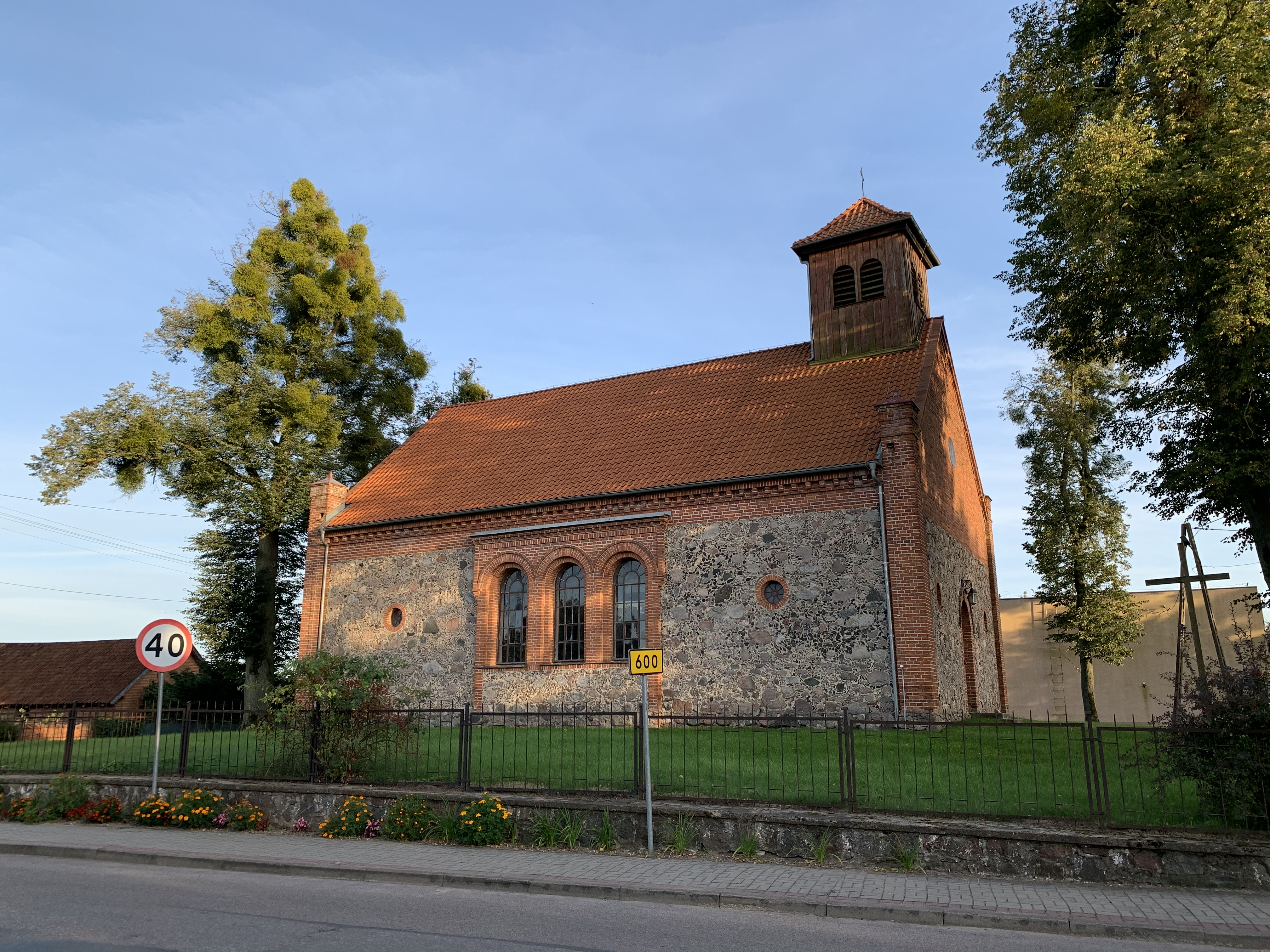
Kościół ewangelicki w Rybnie

Parafia z kościołem w Rybnie sięgają historią XIV wieku. Jej patronami byli początkowo miejscowi właściciele ziemscy, a następnie królowie Prus.
Stary kościół w Rybnie został rozebrany w 1841, pozostawiono z niego tylko kamienną chrzcielnicę. Nową świątynię oddano do użytku 2 grudnia 1855.
W latach 20. XX wieku miejscowa parafia liczyła 2500 wiernych, posiadała stację diakonijną, a na jej terenie działało 8 szkół. Do jej proboszczów w I poł. XX wieku należeli ks. Otto Kowalzik (1909-1927), ks. Helmut Grämer (1927-1928), ks. Franz Kahnert (1928-1932), ks. Johannes Timm (1934-1936) i ks. Willi Loebel (1938-1945).
Po 1945 członków parafii w Rybnie objął administracją ks. Alfred Jagucki z parafii w Sorkwitach. Było tu wówczas 1650 wiernych, jednak ich liczba cały czas zmniejszała się. W march 1949 parafia posiadała kościół, plebanię, budynek gospodarczy, zniszczony budynek mieszkalny, 71 ha ziemi uprawnej i 10 cmentarzy. Wszystkie nieruchomości poza rolą były własnością parafii.
1 stycznia 1951 liczba członków parafii wynosiła 1018 osób, z czego 167 mężczyzn pełnoletnich, 432 kobiety pełnoletnie, 203 mężczyzn niepełnoletnich i 216 kobiet niepełnoletnich. 287 wiernych było uprawnionych do głosowania. Starostwo Powiatowe do użytku parafii przeznaczyło 6 ha ziemi. Stodołę i oborę zajęto na rzecz Państwowego Ośrodka Maszynowego, a wyremontowaną rok wcześniej salę konfirmacyjną - dla szkoły podstawowej. W roku tym miało miejsce 14 chrztów, 3 śluby, a 62 osoby konfirmowano. Działał chór, a 32 dzieci uczestniczyło w lekcjach religii.
W okresie od lipca do listopada 1952 służbę w Rybnie pełnił dk. Henryk Jarząbski, a 10 listopada 1952 pełniącym obowiązki administratora parafii mianowano dk. Emila Jeske.
11 września 1955 miały miejsce uroczystości związane ze stuleciem poświęcenia miejscowego kościoła, w których udział wzięli Biskup Kościoła ks. Karol Kotula oraz senior diecezji ks. Edmund Friszke.
Po wyjeździe dk. Jeske w maju 1958 administrację nad parafią objął ks. Jan Noga z parafii w Nawiadach. Pod koniec listopada tego roku było tu 377 członków.
Od stycznia 1959 do pracy w parafiach w Rańsku, Rybnie i Targowie został skierowany ks. Tomasz Bruell. W połowie maja 1959 objął jednak funkcję pełniącego obowiązki proboszcza-administratora w Biskupcu Reszelskim i Dźwierzutach, w związku z tym administracja nad Rybnem powróciła do parafii w Nawiadach. 25 września tego samego roku Wydział Kwaterunkowy i Rolnictwa z Mrągowa poinformował ks. Nogę, że cały budynek plebanii w Rybnie zamierzają przeznaczyć na szkołę rolniczą wraz z bursą i mieszkaniem jej kierownika. Na początku grudnia senior diecezji ks. Alfred Jagucki wystosował pismo do rady parafialnej w Rybnie z informacją, że zgodnie z nowym podziałem diecezji siedziba wspólnego duszpasterza dla Rańska, Rybna i Targowa zostanie przeniesiona z Rybna do Rańska, jako miejscowości centralnie położonej, na skutek czego wyraża zgodę na przekształcenie plebanii w szkołę.
Ksiądz Noga przeszedł wówczas do parafii w Skoczowie, a opieka nad Rybnem została przekazana ponownie ks. Tomaszowi Bruellowi. W grudniu 1959 plebania w Rybnie została zajęta przez szkołę, a w zamian za nią parafia otrzymała dwa zdewastowane pomieszczenia położone przy świetlicy wiejskiej. W 1960 biskup Wantuła czynił bezskuteczne starania o przyznanie zborowi w Rybnie pomieszczeń w dawnej plebanii.
We wrześniu 1960 w parafii w Szczytnie pracę na stanowisku wikariusza z siedzibą w Rańsku rozpoczął ks. Otton Jaworski, który od października 1960 do lipca 1964 dojeżdżał również do Rybna. Parafia liczyła wówczas ponad 200 wiernych.
W 1967 parafia w Rybnie została przekształcona w stację kaznodziejską parafii w Sorkwitach. Na początku lat 80. XX wieku filia ta zrzeszała jedynie około 40 członków.
W latach 1983–1985 kuria rzymskokatolicka czyniła starania o zamianę swojej świątyni w Rybnie ze zborem ewangelickim. Nie uzyskali na to zgody ewangelickich wiernych. Jednak 26 marca kościół ewangelicki we wsi został sprzedany katolikom, a na mocy porozumienia między parafiami obu wyznań ewangelicy nadal mogą prowadzić nabożeństwa w swojej dotychczasowej świątyni.

#### Warpuny

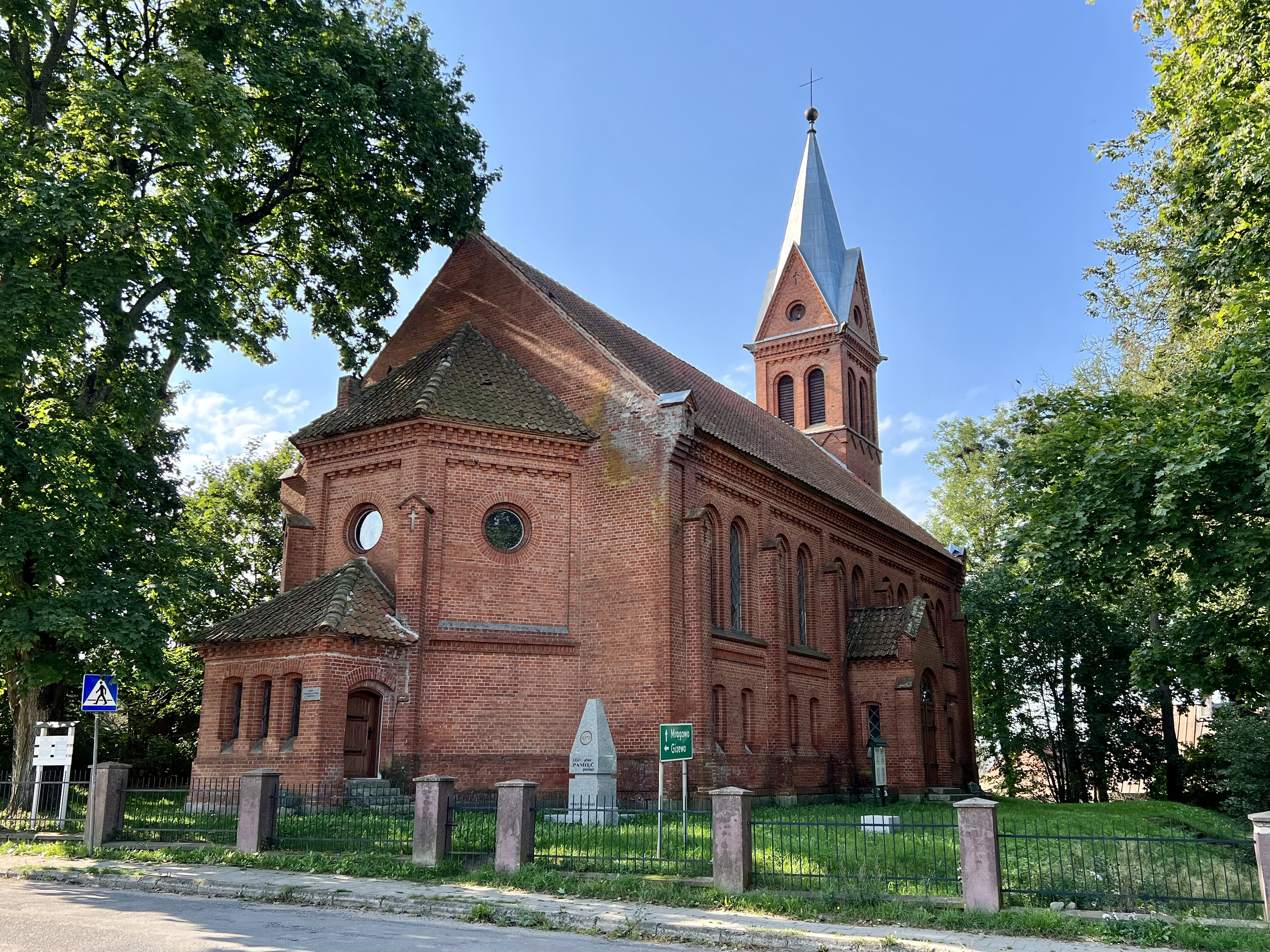
Kościół ewangelicki w Warpunach

Filiał w Warpunach podległy parafii w Szestnie powołano w 1866. Miejscowy kościół ewangelicki został wybudowany w latach 1881–1882, a pierwszym duszpasterzem samodzielnej parafii został ks. Kelch.
Parafia ewangelicka w Warpunach w latach 20. XX wieku skupiała 3200 wiernych, liczba członków w 1939 wzrosła do 4000. Do 1939 nabożeństwa były prowadzone dodatkowo po mazursku, co było realizacją jednego z postulatów gromadkarzy. Do 1945 funkcję proboszcza pełnił ks. Schimba. Na terenie parafii działało 9 szkół.
W 1945 parafię warpuńską objął administracją ks. Alfred Jagucki z parafii w Sorkwitach. Wtedy liczyła ona 2100 wiernych. Z powodu kolejnych wyjazdów jej członków, w 1950 liczba wiernych wynosiła już 1167 osób. Parafia oprócz kościoła posiadała plebanię oraz budynek mieszkalny połączony z szopą. Ziemia uprawna należąca do parafii była zajęta przez jednego z osadników.
W 1951 miało miejsce 12 chrztów, 17 pogrzebów, a 65 osób konfirmowano. Wydział do Spraw Wyznań w 1958 oddał parafii w zarząd kościół oraz cmentarze. Musiano ubiegać się o wynajem pozostałych budynków zborowych we wnioskach do Gromadzkiej Rady Narodowej.
W 1967 liczba członków parafii wynosiła 360. Wtedy została ona zdegradowana do stacji kaznodziejskiej parafii w Sorkwitach. W 1971 jej własnością stał się kościół oraz budynek parafialny mieszczący salę zborową i garaż.
W liście proboszcza sorkwickiego ks. Firli do warpuńskiego proboszcza katolickiego z 1981 wskazuje on na wybijanie kamieniami szyb w miejscowym kościele ewangelickim przez katolików.
W 1990 filiał w Warpunach liczył 20 członków, a w 2000 jedynie 8. Od 2004 zaprzestano organizowania regularnych nabożeństw w tutejszym kościele, a filiał oficjalnie zlikwidowano rok później. W 2007 dokonano sprzedaży domu parafialnego. Parafia w Sorkwitach nadal pozostaje właścicielem kościoła w Warpunach.

## Współczesność
Nabożeństwa kościele w Sorkwitach odbywają się w każdą niedzielę i w święta, natomiast w kościołach filialnych w Raszągu, Rybnie i w kaplicy w Biskupcu Reszelskim nabożeństwa prowadzone są co dwa tygodnie oraz w święta.
W Sorkwitach działalność prowadzi chór parafialny. Parafia posiada tam również własny ośrodek wypoczynkowy.